# Shakatak

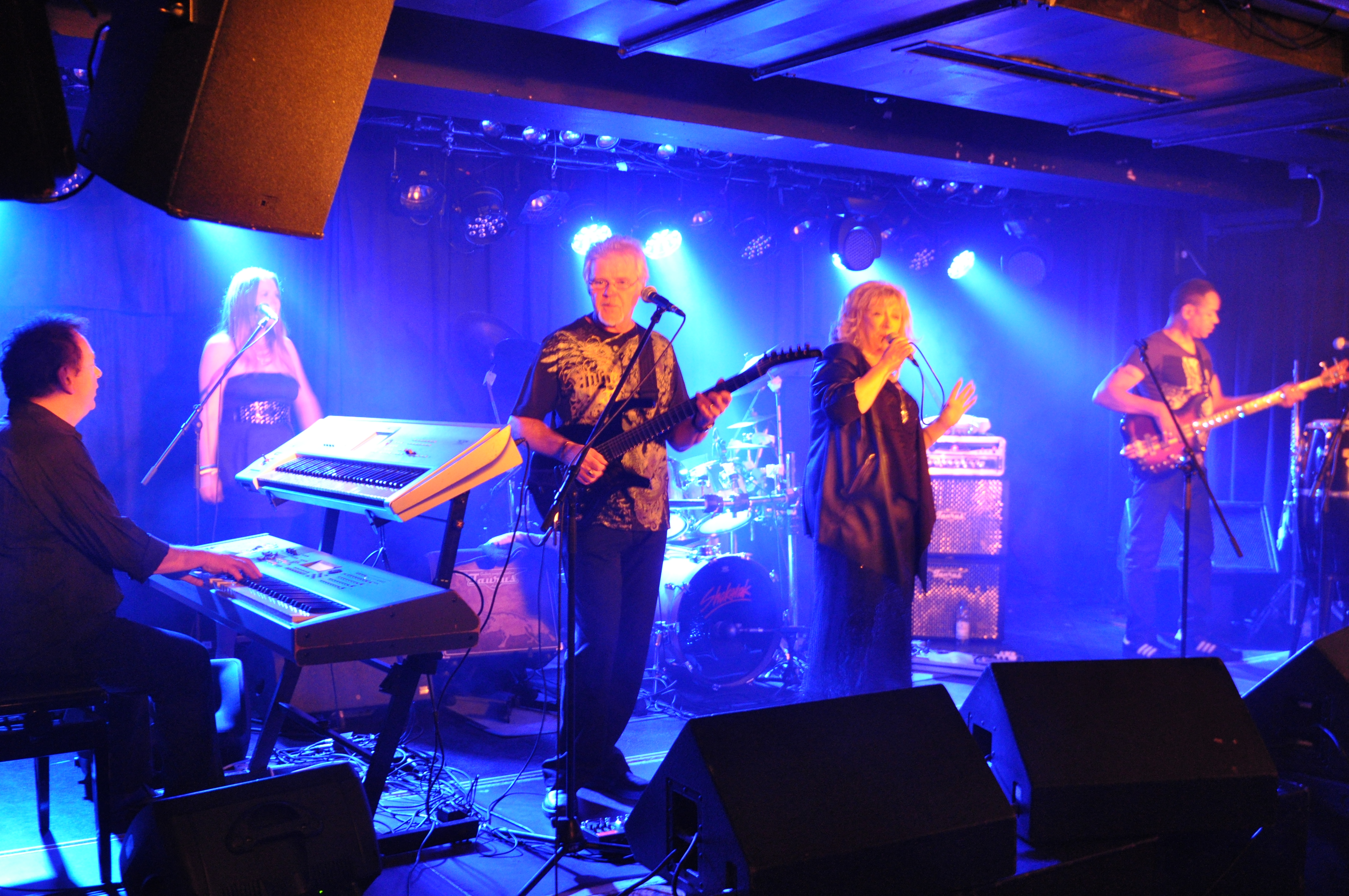
Shakatak à Wuppertal (Allemagne) en 2014.

Shakatak est un groupe de jazz-funk britannique fondé en 1980.

## Discographie

### Albums
- 1981 : Drivin' Hard
- 1982 : Night Birds
- 1982 : Invitations
- 1983 : Out of This World
- 1984 : Down on the Street
- 1984 : Shakatak Live in Japan (live)
- 1985 : Live! (Février 1985) (live)
- 1985 : City Rhythm
- 1985 : Day by Day
- 1986 : Into the Blue (Sorti au Japon seulement)
- 1987 : Golden Wings (Sorti au Japon seulement)
- 1988 : Manic and Cool
- 1988 : Da Makani (Sorti au Japon seulement)
- 1988 : The Very Best of Shakatak
- 1989 : Niteflite (Sorti au Japon seulement)
- 1989 : Turn the Music Up
- 1990 : Fiesta (Sorti au Japon seulement)
- 1990 : Christmas Eve (Sorti au Japon seulement)
- 1991 : Bitter Sweet
- 1991 : Utopia (Sorti au Japon seulement)
- 1993 : Street Level
- 1993 : Under the Sun
- 1993 : The Christmas Album
- 1994 : Full Circle
- 1997 : Let The Piano Play
- 1998 : View From The City
- 1998 : Live at Ronnie Scott's
- 2001 : Under Your Spell
- 2003 : Blue Savannah
- 2005 : Easier Said Than Done (album live)
- 2005 : Beautiful Day
- 2007 : Emotionally Blue
- 2009 : Afterglow
- 2011 : Across The World
- 2013 : Once Upon A Time (The Acoustic Sessions)
- 2014 : On The Corner

### Compilations
- 1988 : The Coolest Cuts
- 1990 : Perfect Smile (Sorti aux U.S.A. seulement)
- 1991 : Open Your Eyes (Sorti aux U.S.A. seulement)
- 1991 : Remix Best Album
- 1991 : Night Moves
- 1996 : The Collection
- 1996 : Jazz Connections Volumes 1-6 (6 compilations albums de leurs albums japonais des années 1980 et début 1990)
- 1998 : Shinin' On
- 1999 : Magic
- 1999 : Jazz In The Night
- 2000 : The Collection Volume 2
- 2002 : Dinner Jazz
- 2003 : Smooth Solos
- 2008 : The Best Of Shakatak
- 2008 : The Ultimate Collection
- 2009 : The Coolest Cuts 12" Mixes Volume 1
- 2009 : The Coolest Cuts 12" Mixes Volume 2

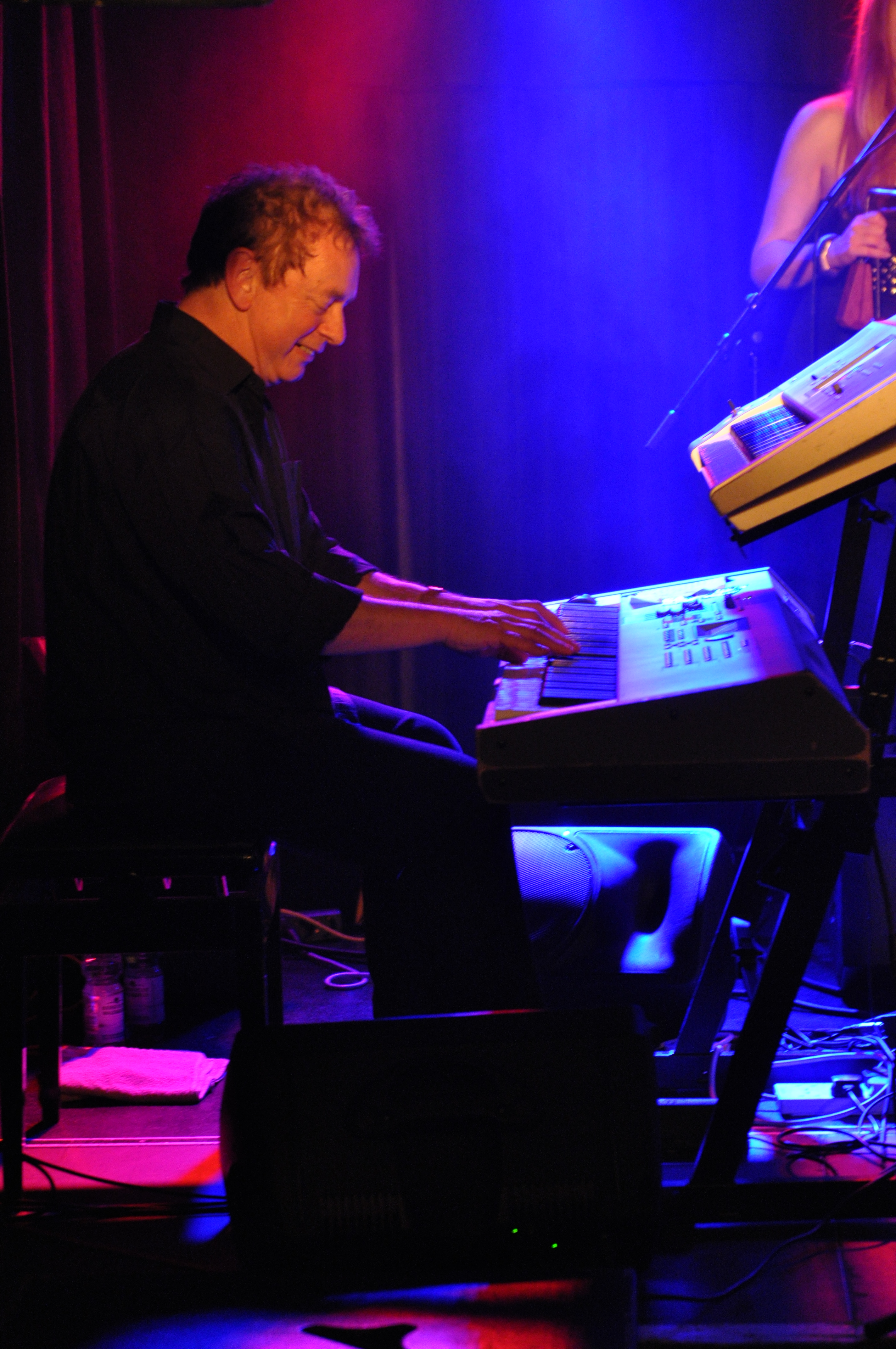
Bill Sharpe.
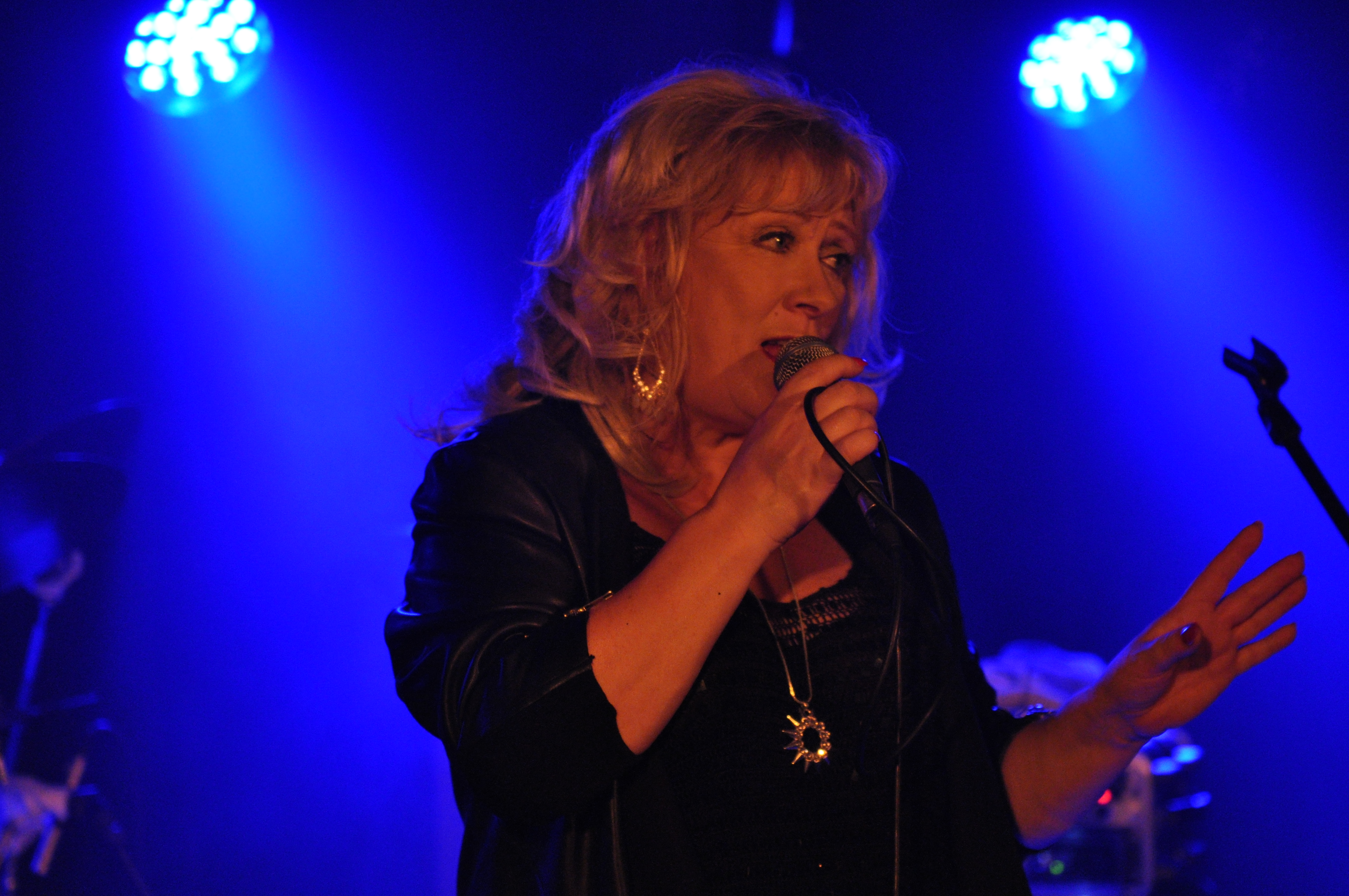
Jill Saward.
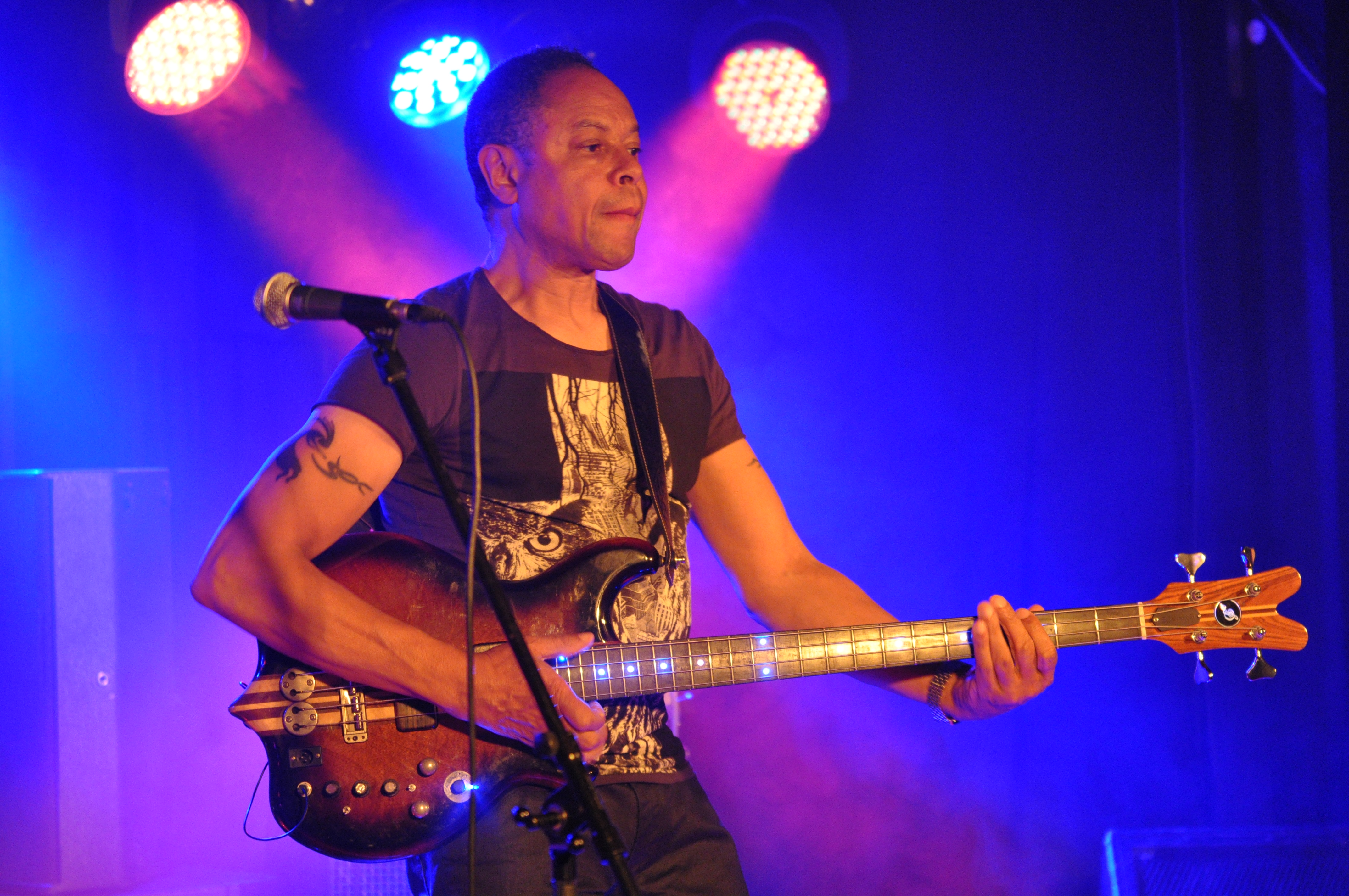
George Anderson.
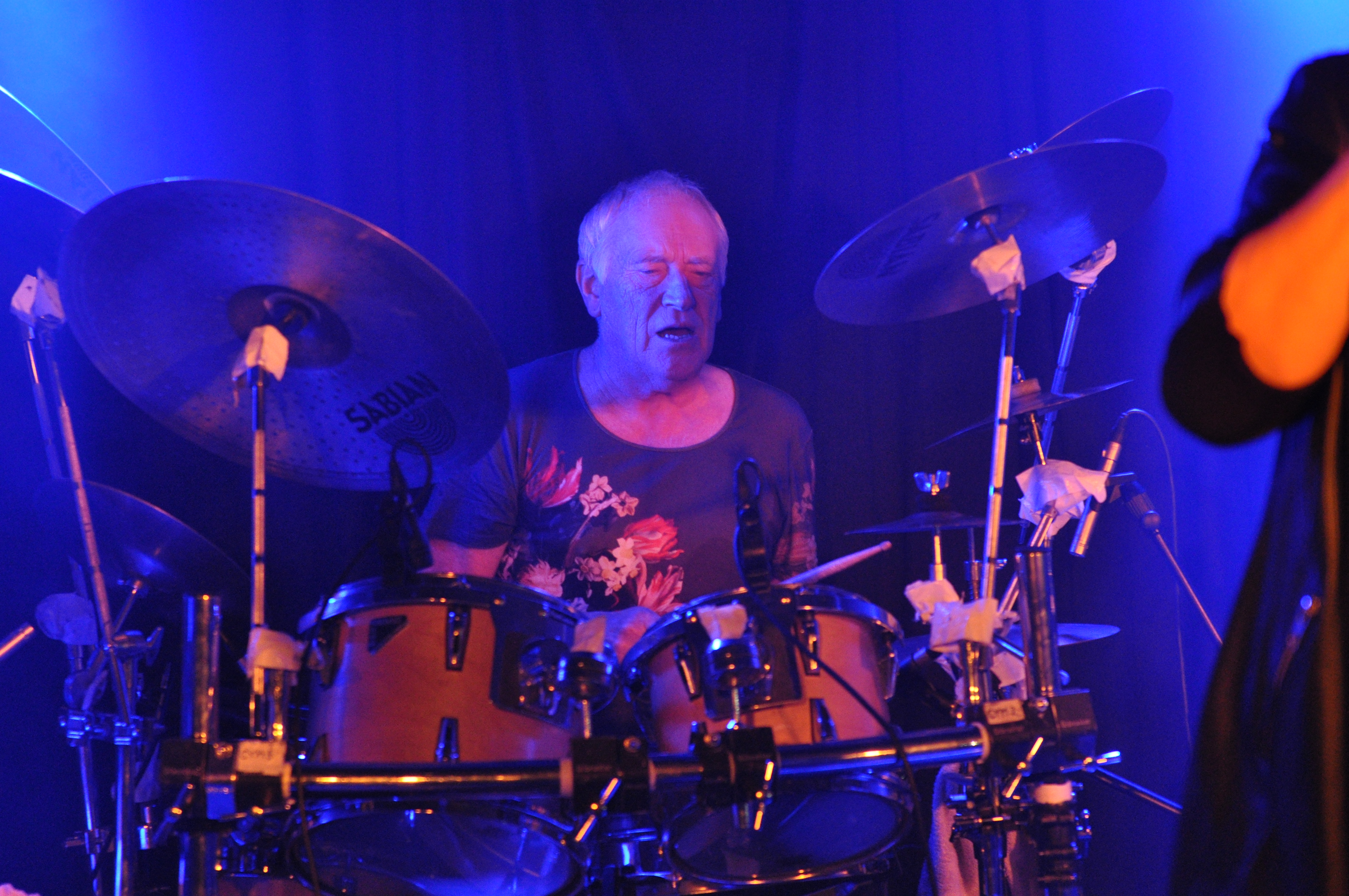
Roger Odell.
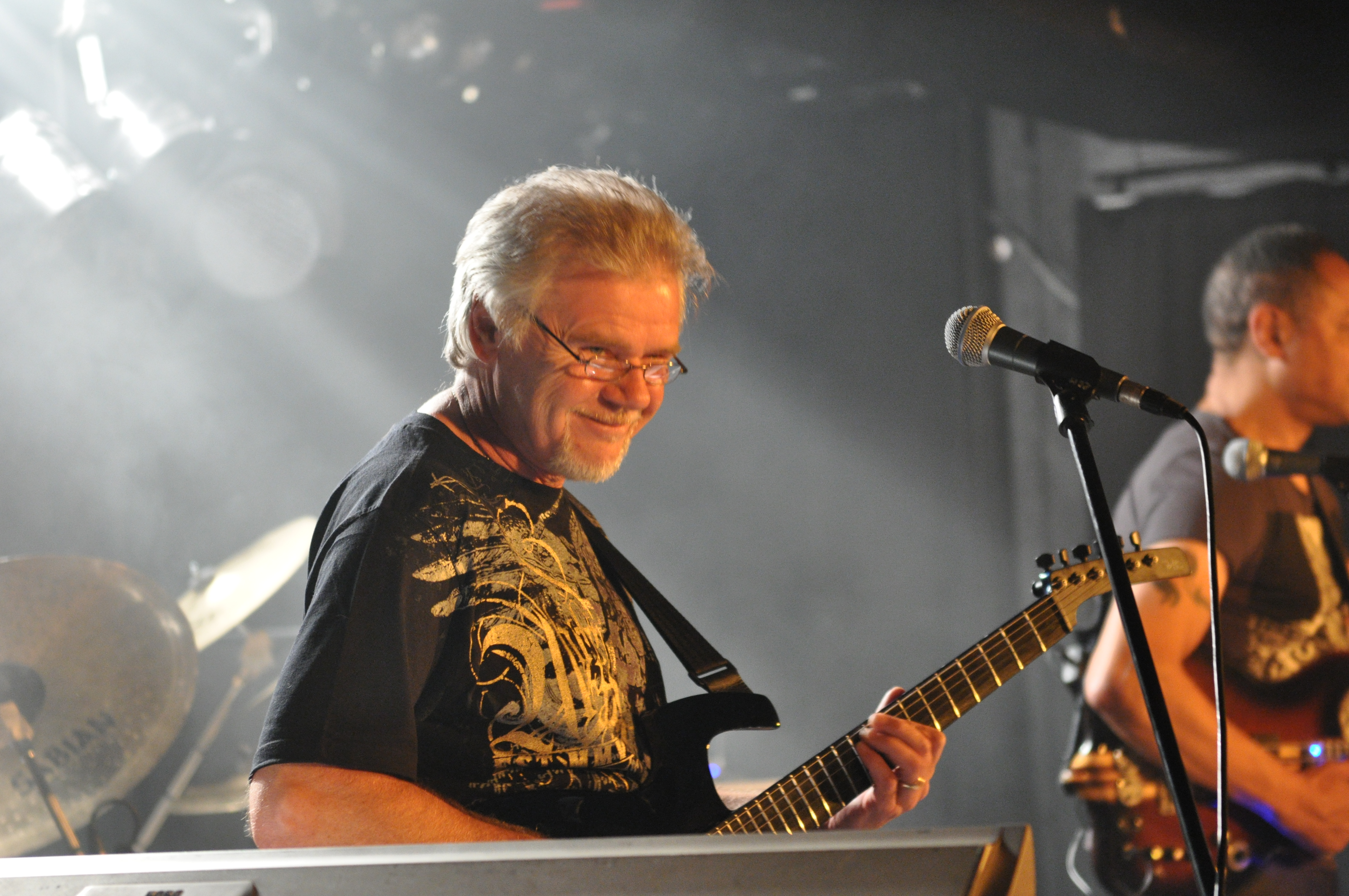
Alan Wormald (Tour).
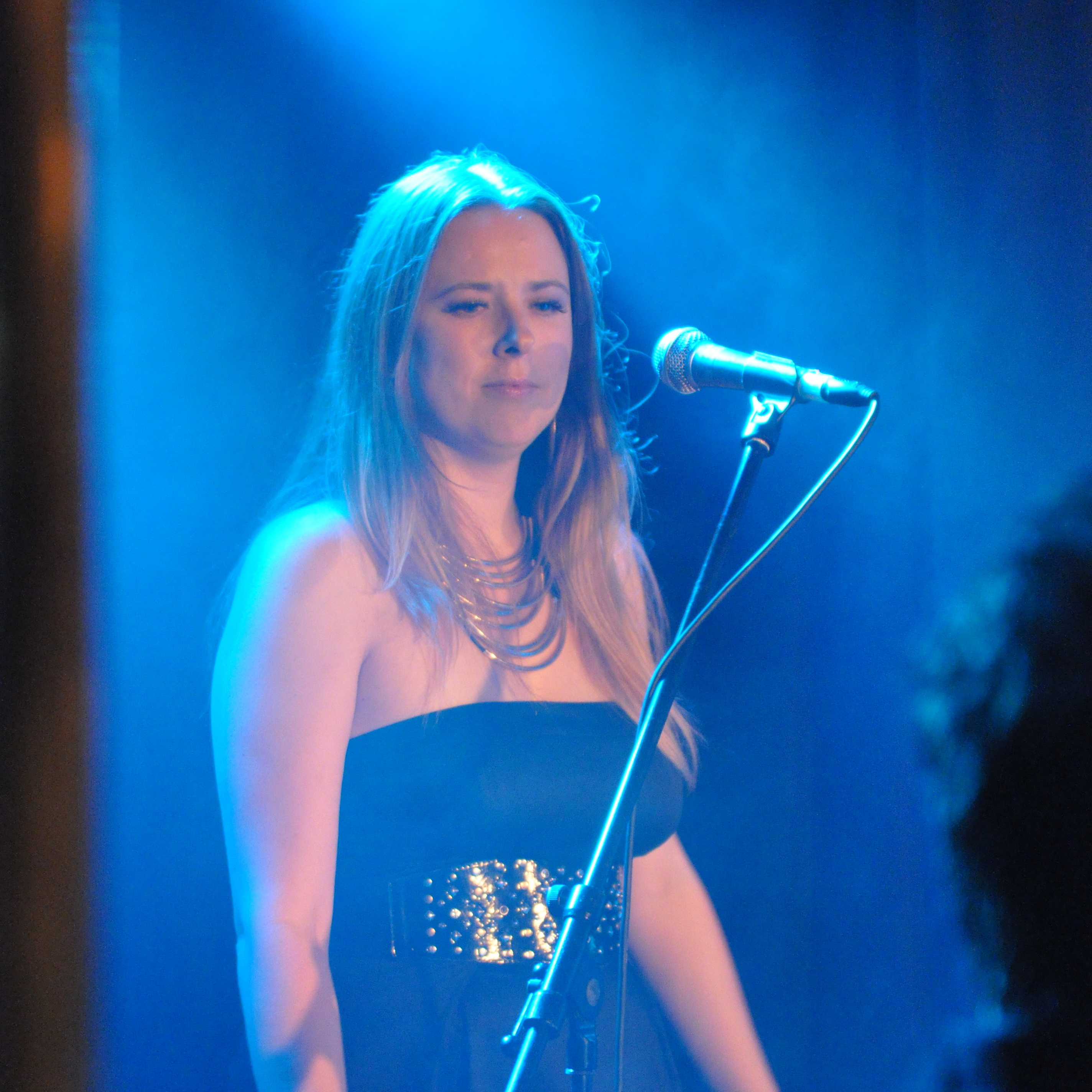
Debby Bracknell (Tour).